# Friedrich Wranitzky
Friedrich Wranitzky (* 14. Mai 1798 in Wien; † 11. Dezember 1839 in Dresden) war ein österreichischer Cellist.

## Biographie
Friedrich Wranitzky war der Sohn des Fürst Lobkowitzischen Kapellmeisters Anton Wranitzky und Schüler von Anton Kraft. Ab 1823 war er als Cellist im Orchester des Kärntnertortheaters tätig. Im Mai 1824 veranstaltete er eine Akademie, in der auch Musik Franz Schuberts zur Aufführung kam. Wranitzky ging später nach Berlin, wo er am Königstädter Theater als Cellist engagiert war. Ab Juni 1839 befand er sich in Dresden, wo er sich verschuldet, ohne feste Anstellung und von der Abschiebung bedroht am 10. Dezember 1839 in die Elbe stürzte. Er wurde zwar gerettet, starb aber am nächsten Tag. Wranitzkys Witwe Maria, geb. Speil von Ostheim heiratete am 22. Februar 1841 den Geigen- und Lautenmacher Anton Stauffer (1805–1871).